# دمیان چوبتی
دمیان چوبتی (اوکراینی: Дем'ян Михайлович Чубатий؛ زادهٔ ۱۶ مارس ۲۰۰۴) بازیکن فوتبال اهل اوکراین است.